# Quicksand (La Roux)
Quicksand è un brano musicale del duo electropop inglese La Roux, scritto da Elly Jackson e Ben Langmaid, pubblicato il 15 dicembre 2008 dalla Kitsune Music come singolo di debutto e successivamente inserito nell'album intitolato semplicemente La Roux. Il singolo ha raggiunto il numero 18 nella classifica canadese, facendo invece peggio nella classifica inglese, dove è arrivato al numero 153.

## Video
Il video musicale di Quicksand è stato diretto da Kinga Burza, esattamente come il singolo seguente In for the Kill.

## Tracce
12-inch single

(KITSUNÉ #086; Released 26 dicembre 2008)
1. "Quicksand" – 3:09
2. "Quicksand" (AutoKratz Drags to Riches mix) – 4:44
3. "Quicksand" (Beni's Sinking at 1.56 mix) – 4:20
4. "Quicksand" (Chateau Marmont remix) – 3:34

Digital download

(Released 15 dicembre 2008)
1. "Quicksand" – 3:07
2. "Quicksand" (AutoKratz Drags to Riches mix) – 4:42
3. "Quicksand" (Beni's Sinking at 1.56 mix) – 4:18
4. "Quicksand" (Chateau Marmont remix) – 3:32
5. "Quicksand" (Joe and Will Ask? remix) – 5:01

US Quicksand EP
1. "Quicksand" - 3:07
2. "Quicksand" (Mad Decent Remix No. 1) - 5:08
3. "In For The Kill" (Skream's Let's Get Ravey Remix) - 5:05

## Classifiche
| Classifica (2008)                | Posizione raggiunta |
| -------------------------------- | ------------------- |
| Billboard Canadian Hot 100       | 18                  |
| Official Singles Chart           | 153                 |
| U.S. Billboard Hot Singles Sales | 18                  |